# Aalst

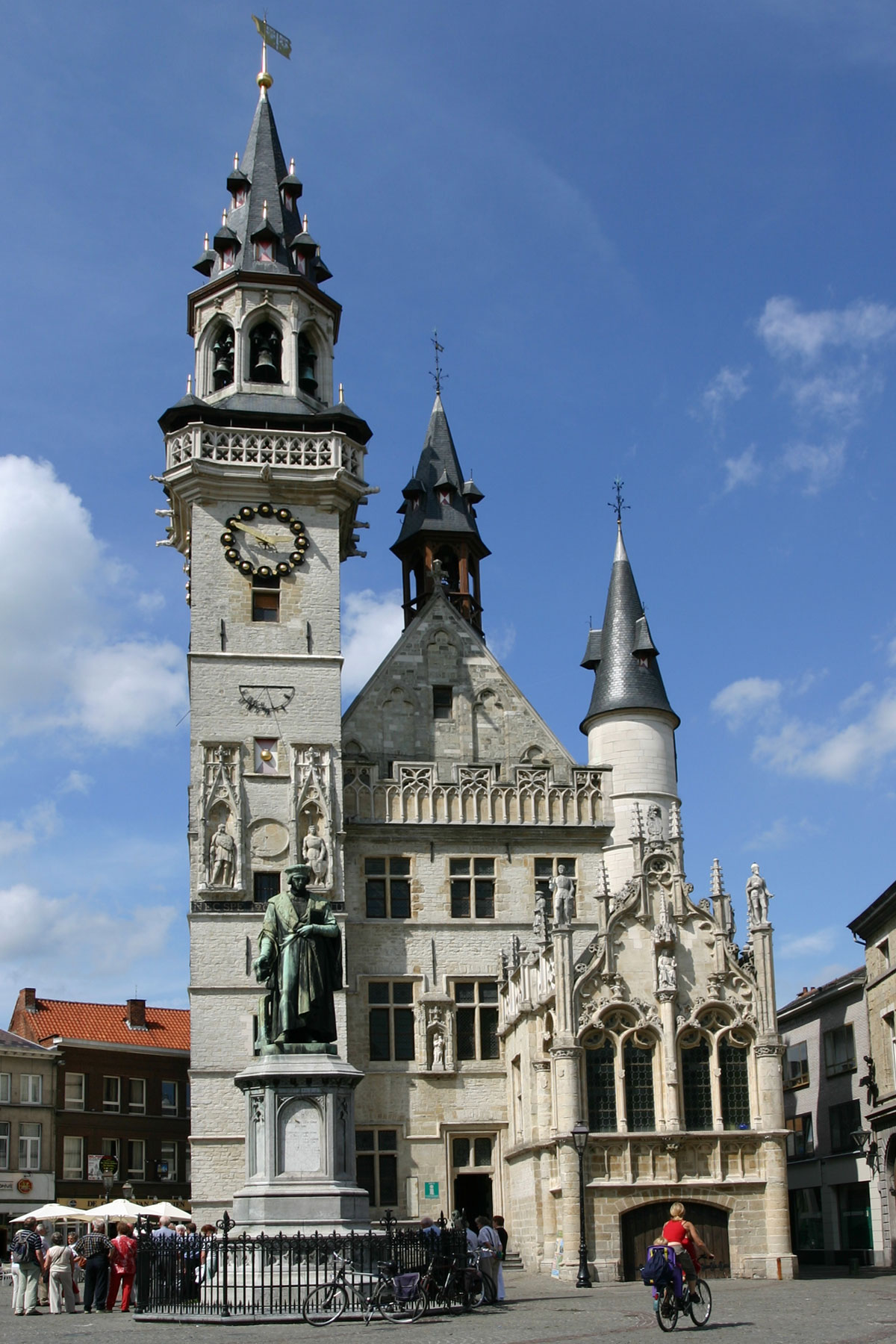
Ratusz z beffroi w Aalst

Aalst (fr. Alost) – miasto w północno-zachodniej Belgii, w Regionie Flamandzkim, w prowincji Flandria Wschodnia, w okręgu Aalst. Leży nad rzeką Dender. Położone jest pomiędzy Brukselą a Gandawą.

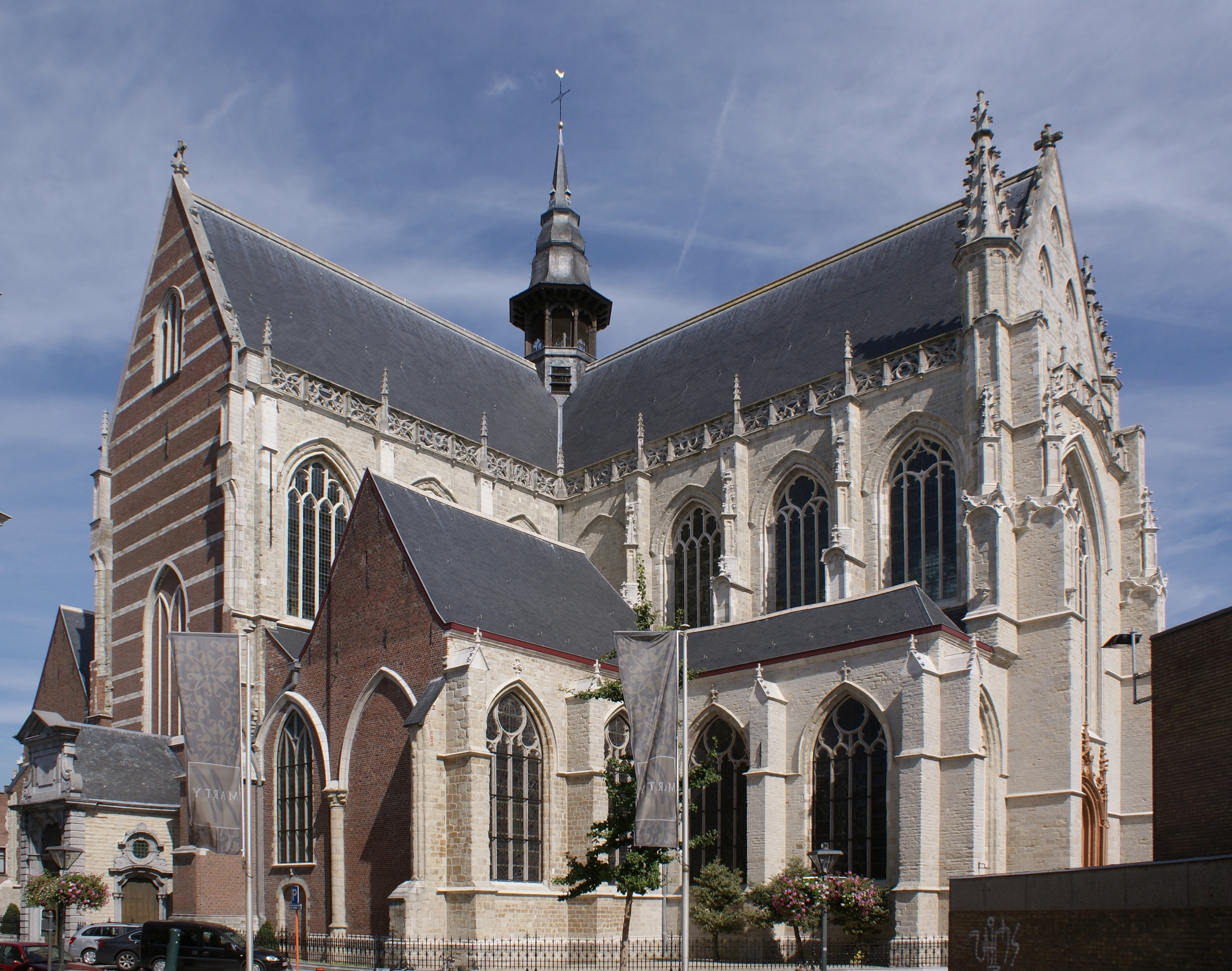
Kościół pw. św. Marcina (Sint-Martinus)

Miasto jest ważnym ośrodkiem przemysłu włókienniczego i maszynowego (maszyny włókiennicze). Poza tym rozwinięty jest przemysł chemiczny i skórzano-obuwniczy. Dominuje handel chmielem (wielkie plantacje w okolicy) i kwiatami. Jest także popularnym ośrodkiem turystycznym.

## Historia
W XVIII wieku stolica Flandrii. Pod koniec XIX wieku liczyło 26 tys. mieszkańców i było jedną z ważniejszych twierdz Belgii. We wrześniu 1914 pod Aalst miała miejsce bitwa belgijsko-niemiecka w której Niemcy ponieśli znaczne straty.
W 1927 miasto liczyło 36,8 tys. mieszkańców i było ważnym ośrodkiem przemysłu tkackiego (wyrób płótna bielonego, koronek) i garbarskiego w kraju. W 1959 liczba mieszkańców wyniosła 45 tys., istniał nadal przemysł włókienniczy, rozwijały się zakłady tytoniowe. W okolicy uprawiano na wielkich plantacjach chmiel.
Pierwsza historyczna wzmianka o Aalst pochodzi z IX wieku – miasto to zostało opisane jako villa Alost, należąca do opactwa w Lobbes. W wiekach średnich miasto i port, dzięki swemu strategicznemu położeniu – na skrzyżowaniu drogi z Brugii do Kolonii z rzeką Dender. W XI wieku Aalst zostało przeniesione z Brabancji do księstwa Flandrii. Dzięki położeniu na granicy ze Świętym Cesarstwem Rzymskim zachowało ono pewną niezależność. Powiązania z Brabancją widać w biało-czerwonym herbie miasta – kolorach Lotaryngii.
Budowa ratusza rozpoczęła się w połowie XII wieku – i jest to najstarszy istniejący ratusz w Belgii. Przetrwało też kilka manuskryptów z tego okresu. Ratusz i miasto zostały niemal całkowicie zniszczone przez ogień w roku 1360. Miasto zostało szybko odbudowane, a nową, tym razem gotycką, beffroi wzniesiono w XV wieku. Dla Aalst był to czas dobrobytu – najwięcej dochodów miała gildia tkaczy. W tym samym czasie jeden z mieszkańców miasta, Dirk Martens, został pierwszym drukarzem w Niderlandach Południowych. W 1473 roku otworzył on drukarnię, która opublikował m.in. dzieło Krzysztofa Kolumba. Później Martens został profesorem Katolickiego Uniwersytetu w Leuven.
Aalst cierpiało w czasie wojny osiemdziesięcioletniej (1568–1648). Następnie Francja wciągnęła miasto w wojnę w roku 1667 i było okupowane przez Francję aż do XVIII wieku razem z całą południową Flandrią. Gospodarka, opierająca się na włókiennictwie, kwitła pod rządami Francuzów. W XIX wieku nastąpił kryzys społeczny spowodowany rewolucją przemysłową. W XX wieku miasto było okupowane przez Niemców podczas obu wojen.

## Podział administracyjny
W skład miasta wchodzi osiem dzielnic (deelgemeente):
- Baardegem
- Erembodegem
- Gijzegem
- Herdersem
- Hofstade
- Meldert
- Moorsel
- Nieuwerkerken

## Zabytki
- ratusz z XIII–XVI wieku, obecnie muzeum[1]
- beffroi (XV w.), wchodząca w skład ratusza. Mieści się na niej carillon składający się z 52 dzwonów. Znajduje się na liście światowego dziedzictwa UNESCO[potrzebny przypis]
- gotycka kolegiata pw. św. Marcina (Sint-Martinus) z XV–XVI wieku[1], w obiekcie znajduje się obraz Rubensa oraz tabernakulum z 1605 pokryte rzeźbami autorstwa Hiëronymusa Duquesnoya Starszego[3]
- rzeźnia z XVII wieku[1]
- posąg Dirka Martensa (1446–1534), pierwszego drukarza w Niderlandach Południowych[potrzebny przypis]
- kościół pw. św. Józefa (Sint-Jozef) z XVIII wieku[1]

Atrakcją turystyczną jest również doroczny orszak karnawałowy. W 2010 roku karnawał w Aalst został wpisany na listę niematerialnego dziedzictwa UNESCO.
W Aalst znajduje się niedokończona gotycka kolegiata pw. św. Marcina (Sint-Martinus), której budowa rozpoczęła się w 1480. W obiekcie znajduje się obraz Rubensa oraz tabernakulum z 1605 pokryte rzeźbami autorstwa Hiëronymusa Duquesnoya Starszego. Sklepienie kolegiaty pokryte jest malowidłami.

## Współpraca
Miejscowości partnerskie:
- Gabrowo, Bułgaria
- Worcester, Południowa Afryka

## Kolej
W mieście znajduje się stacja kolejowa Aalst.